# Konnur
Konnur là một thị xã panchayat của huyện Belgaum thuộc bang Karnataka, Ấn Độ.

## Địa lý
Konnur có vị trí 16°12′B 74°45′Đ / 16,2°B 74,75°Đ Nó có độ cao trung bình là 606 mét (1988 feet).

## Nhân khẩu
Theo điều tra dân số năm 2001 của Ấn Độ, Konnur có dân số 17.978 người. Phái nam chiếm 51% tổng số dân và phái nữ chiếm 49%. Konnur có tỷ lệ 60% biết đọc biết viết, cao hơn tỷ lệ trung bình toàn quốc là 59,5%: tỷ lệ cho phái nam là 70%, và tỷ lệ cho phái nữ là 49%. Tại Konnur, 13% dân số nhỏ hơn 6 tuổi.